# ویلیام جنی
ویلیام جنی (انگلیسی: William Janney؛ ‏ ۱۵ فوریهٔ ۱۹۰۸ – ۲۲ دسامبر ۱۹۹۲) بازیگر اهل ایالات متحده آمریکا بود.
از فیلم‌هایی که وی در آن نقش داشته‌است، می‌توان به طلای ساتر، بانی اسکاتلند، خروس، سلام نظامی، پرواز شناسایی و سیمارون اشاره کرد.